# Kaszím tartomány

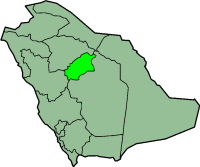
Kaszím tartomány elhelyezkedése Szaúd-Arábián belül

El-Kaszím tartomány (arabul منطقة القصيم [Minṭaqat al-Qaṣīm]) Szaúd-Arábia tizenhárom tartományának egyike. Az ország középső részén fekszik; északon Háil, keleten és délen Rijád, nyugaton pedig Medina tartomány határolja. Székhelye Burajda városa. Területe 58 046 km², népessége a 2004-es népszámlálási adatok szerint 1 016 756 fő. Kormányzója Fajszal bin Bandar bin Abd al-Azíz Ál Szuúd herceg.

## Fordítás
Ez a szócikk részben vagy egészben  a   Liste der Provinzen Saudi-Arabiens című német Wikipédia-szócikk ezen változatának fordításán alapul.  Az eredeti cikk szerkesztőit annak laptörténete sorolja fel. Ez a jelzés csupán a megfogalmazás eredetét és a szerzői jogokat jelzi, nem szolgál a cikkben szereplő információk forrásmegjelöléseként.